# Schiefe Grasschnecke
Die  Schiefe Grasschnecke (Vallonia excentrica) ist eine auf dem Land lebende Schneckenart aus der Familie der Grasschnecken (Valloniidae); die Familie gehört zur Unterordnung der Landlungenschnecken (Stylommatophora). Nach neueren molekulargenetischen Untersuchungen ist das Taxon paraphyletisch, d. h., es handelt sich wohl um zwei Arten, die ein sehr ähnliches Gehäuse besitzen.

## Merkmale
Das dick scheibenförmige Gehäuse der Schiefen Grasschnecke hat eine Höhe von 1,1 bis 1,4 mm und eine Breite von 2 bis 2,5 mm. Es hat 2¾ bis 3¼ Windungen, die schnell und regelmäßig zunehmen. Das letzte Viertel der letzten Windung nimmt besonders rasch zu, so dass der Gehäuseumriss deutlich eiförmig wird. Die ersten Windungen heben sich nur wenig bis sehr wenig aus der Windungsebene heraus. Das Embryonalgehäuse nimmt 1 1/8 Windungen ein. Die Windungen sind an der Peripherie nur wenig gewölbt und durch wenig tiefe Nähte voneinander abgesetzt. Im Querschnitt umgreifen sich die Windungen ziemlich stark. Die letzte Windung verläuft von der Seite gesehen in der Windungsebene, oder steigt gelegentlich sogar leicht an. Der steile und tiefe Nabel liegt etwas exzentrisch und ist vergleichsweise sehr eng; er nimmt nur etwa ein Viertel des maximalen Gehäusedurchmessers ein. Die Mündung ist annähernd rund. Mündungsebene ist vergleichsweise nur wenig schräg gestellt. Die beiden Ansatzstellen des Mundsaumes liegen weit auseinander und sind durch einen mehr oder weniger kräftigen, in der Mitte zur Mündung hin gebuchteten, transparenten, oder wenn dicker, weißlich-opaken Kallus verbunden. Der eigentliche Mundsaum ist nur wenig erweitert und allmählich nach außen gebogen. Er ist innen mit einer dicken, ringförmigen Lippe versehen, die wulstig über die Mündungsebene vorragt. Das Embryonalgehäuse zeigt eine sehr feine Chagrinierung (nur unter dem Mikroskop zu sehen), ist ansonsten unskulptiert. Der Teleoconch weist nur unregelmäßige, geglättet erscheinende Zuwachsstreifen auf. Die Oberfläche glänzt wachsartig.
Die kräftige Schale ist oft schwach gelblich gefärbt, ansonsten milchigweiß und transparent. Die Innenlippe scheint durch das Gehäuse nach außen durch. Im zwittrigen Geschlechtsapparat sind häufig die Ausführwege der männlichen Geschlechtsprodukte reduziert (aphallisch).

### Ähnliche Arten
Das scheibenförmige Gehäuse ähnelt dem der Glatten Grasschnecke (Vallonia pulchella), ist aber im Durchschnitt gewöhnlich kleiner, und das letzte Viertel der letzten Windung ist deutlich erweitert. Der Umriss des Gehäuses erscheint dadurch elliptisch.

## Geographische Verbreitung und Lebensraum
Die Schiefe Grasschnecke hat ein riesiges, fast holarktisches Verbreitungsgebiet. Im Norden reicht es bis etwa 60° nördlicher Breite, selten auch noch weiter nach Norden. In Eurasien reicht es im Süden bis in die Pyrenäen, Norditalien (Abruzzen), Kroatien, Rumänien und Bulgarien, weiter im Osten bis nach Aserbaidschan und China. In Nordamerika scheint das Vorkommen auf die östlichen Teile der USA und Kanadas beschränkt zu sein. In Kanada ist die Art aus Neufundland, Quebec, Nova Scotia und Ontario gemeldet worden, in den USA aus den Bundesstaaten, New York, Massachusetts, Mississippi, New Jersey, Ohio, Pennsylvania und Virginia. Inzwischen ist sie anthropogen auch in andere Regionen verschleppt worden (China, Südafrika, Australien, Neuseeland). 2013 wurde beispielsweise ein Nachweis aus Tasmanien publiziert.
Die Art bevorzugt kühlere, offene, meist trockene Habitate auf kalkhaltigem Untergrund, wie kurzwüchsiger, Rasen, Geröll, Sanddünen. Sie kommt in aller Regel nicht in Wäldern und Sümpfen vor. Sie toleriert aber weniger kalkreiche Böden als z. B. Vallonia costata. In der Schweiz kommt sie bis in 1500 m über Meereshöhe vor, in Bulgarien bis etwa 1200 m.

## Fortpflanzung
Nach Beobachtungen in Neuseeland, wo die Schiefe Grasschnecke eingeschleppt wurde, fanden die seltenen Kopulationen nur zwischen euphallischen Exemplaren statt. Die Eier wurden einzeln in die Erde abgelegt, ein Ei pro Tag mit mehreren Tagen Zwischenraum. Die juvenilen Tiere schlüpften nach ein bis zwei Wochen (in Abhängigkeit von der Temperatur). Die Adultgröße mit Ausbildung der besonderen Mündung wurde nach sieben Wochen erreicht. In Neuseeland wurden zwei Generationen pro Jahr gebildet. Die Herbstgeneration überwinterte als noch nicht geschlechtsreife Tiere, die im Frühjahr die Geschlechtsreife erreichten.

## Taxonomie
Das Taxon wurde 1893 von Victor Sterki als eigenständiges Taxon erkannt und bereits in der heute gültigen Form (Vallonia excentrica) publiziert. Typuslokalität ist Staten Island im US-Bundesstaat New York. Der von Henry Augustus Pilsbry 1948 bestimmte Lectotypus wird im Nr.ANSP 10080. Die Gültigkeit des Taxons, bzw. der Artstatus wurde sehr kontrovers diskutiert.
Bengt Hubendick hielt das Taxon lediglich für eine Form oder Varietät von Vallonia pulchella. Dem sind viele Autoren gefolgt. Die Fauna Europa, Francisco Welter-Schultes und 2014 Vollrath Wiese behandeln das Taxon als eigenständige Art. Nach molekularbiologischen Untersuchungen ist das Taxon jedoch paraphyletisch, d. h., es verbergen sich wohl zwei Arten darin, die gehäusemorphologisch kaum zu unterscheiden sind. Dabei wurden nur Exemplare aus Deutschland untersucht. Helix excentricoides Weiss, 1894 ist ein jüngeres Synonym von Vallonia excentrica Sterki, 1893.

## Gefährdung
Die Schiefe Grasschnecke ist in Deutschland nicht gefährdet.

## Belege

### Online
- AnimalBase: Vallonia excentrica Sterki, 1893